# Tricorynus pusillus
Tricorynus pusillus är en skalbaggsart som först beskrevs av Leconte 1858.  Tricorynus pusillus ingår i släktet Tricorynus och familjen trägnagare. Inga underarter finns listade i Catalogue of Life.